# 빅토르 에리세

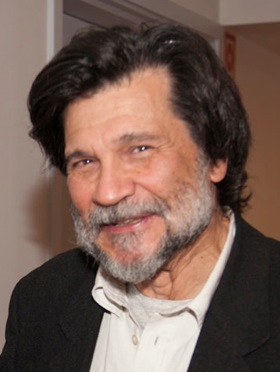
빅토르 에리세

빅토르 에리세 아라스(Víctor Erice Aras, 1940년 6월 30일~)는 스페인의 영화 감독이다. 그는 역사상 최고의 스페인 영화로 간주되곤 하는 벌집의 정령과 남쪽과 같은 영화로 유명하다.

## 어린 시절
에리세는 비스카이아도 카란차에서 태어났다. 그는 마드리드 콤플루텐세 대학교에서 법학, 정치학, 경제학을 배웠다. 그는 또한 1963년, 영화 연출을 배우기 위해 영화 학교에 다니기도 했다.

## 경력
에리세는 스페인 영화 잡지 누에스트로 시네에 비평과 리뷰를 투고했다. 그는 40년대 스페인 농촌에 대한 비판적 초상인 그의 첫번째 장편 영화, 벌집의 정령 (1973)을 제작하기 전, 몇 편의 단편 영화를 감독했다.
10년이 지난 뒤, 에리세는 아델라이다 가르시아 모랄레스의 작품에 기초하여 남쪽을 제작했다. 이 작품은 프로듀서 엘리아스 퀘레헤타가 이야기의 3분의 2만 영화화하는 것을 허락했음에도 불구하고 국제적으로 호평받았다. 그의 세번째 영화, 햇빛 속의 모과나무는 화가 안토니오 로페즈 가르시아에 관한 다큐멘터리이다. 이 작품은 1992년 칸 영화제에서 심사위원상과 국제영화비평가연맹상을 수상하였다.
에리세는 2010년 칸 영화제의 심사위원이었다.

## 작품 목록

### 장편 영화
| 연도 | 제목               | 원제                      | 수상                                |
| ---- | ------------------ | ------------------------- | ----------------------------------- |
| 1973 | 벌집의 정령        | El espíritu de la colmena | 산세바스티안 국제 영화제 황금조개상 |
| 1983 | 남쪽               | El sur                    | 칸 영화제 황금종려상 후보           |
| 1992 | 햇빛 속의 모과나무 | El sol del membrillo      | 칸 영화제 심사위원상                |
| 2023 | 클로즈 유어 아이즈 | Cerrar los ojos           |                                     |